# Pat Flaherty
George Francis 'Pat' Flaherty Jr. ( Glendale, Kalifornija, SAD, 6. siječnja 1926. – Oxnard, Kalifornija, SAD, 9. travnja 2002. ) bio je američki vozač automobilističkih utrka.